# Катерина Тихонова
Катерина Владимировна Тихонова (рус. Катерина Владимировна Тихонова, на рођењу Екатерина Владимировна Путина; Дрезден, 31. август 1986) је руска научница, менаџерка и бивша плесачица. Она је друга ћерка председника Русије Владимира Путина.

## Биографија
Тихонова је рођена у Дрездену, Источна Немачка. најмлађа од две ћерке Владимира Путина и Људмиле Путине (рођена Шкребњева). Породица се преселила у Лењинград (сада Санкт Петербург) у пролеће 1991. године. Ишла је у Петершулу (рус. Петершуле), немачку гимназију у Санкт Петербургу. Касније, током насилних обрачуна банди попут Тамбовске банде, њу и њену сестру Марију, отац који се бојао за њихову сигурност послао је у Немачку, где је њихов законски старатељ био бивши запослени Штази Матијас Варниг, који је радио са њиховим оцем у Дрездену као део ћелије КГБ и основао филијалу Дрезднер банке у Санкт Петербургу.  Одрекла се презимена Путин и узела као своје презиме средње име својој баки по мајци  Катарина Тихоновна Шкребњева.

## Студирање и каријера
Након полагања пријемних испита са сестром Маријом у јулу 2005. године, Тихонова је почела да студира у Санкт Петербуршком државном универзитету. Иако је била веома заинтересована за кинеску науку, студирала је историју Јапана, смер Оријенталистика, под управом декана Универзитета Јевгенија Зелењева; дипломирала је на Универзитету у јуну 2009. године. Тихонова је дипломирала на Московском државном универзитету, специјалност "Јапан". Магистрирала је физику и математику.
Тихонова је директор "Инопрактике", развојног пројекта вредног 1,7 милијарди долара за стварање научног центра на Московском државном универзитету. "Инопрактика" се такмичи са Иновационионим центром "Сколково"и Станислав Белковскиј је зове "Антисколковом". У фебруару 2020. године Иннопрактика је објавила да је Тихонова именована за шефа новог института за вештачку интелигенцију на Московском државном универзитету.
Тихонова је одбранила тезу и стекла диплому из физике и математике. Научни рад назван је "математички проблеми корекције активности вестибуларних механорецептора". Томе је претходила серија научних публикација у сарадњи са познатим научницима. Научни директор био је ректор Московског државног универзитета Виктор Садовничиј.
Тихонова је постала члан Савета за развој физичке културе и масовног спорта под владом Руске Федерације.

## Акробатски плес
Средином 2010-их Тихонова је била фасцинирана акробатским рокенролом, што је ретки, неолимпијски спорт, на светској ранг листи њиме се бави само око две стотине људи. Она и њен партнер Иван Климов завршили су на петом месту на Светском првенству 2013. године у Швајцарској. На руском првенству 2014. године пар је завршио на другом месту. У Светској федерацији Тихонова је својевремено била потпредседница за проширење и маркетинг. Тада је акробатски рокенрол почео да стиче популарност у Русији. Од 2016.до 2019. године у Московској области у спортској школи у којој је студирала Тихонова изграђен је акробатски рокенрол центар од 2 милијарде рубаља.

## Санкције
Дана 6. априла 2022. због руске инвазије на Украјину Сједињене Државе увеле су против тихе санкције због тога што је била одрасло дете Владимира Путина. Министарство финансија Сједињених Држава изјавило је: "Тихонова је технички руководилац чији рад подржава Владу Руске Федерације и одбрамбену индустрију". Дана 8. априла Уједињено Краљевство и Европска унија увели су санкције против Тихонове, 12. априла то је урадио и Јапан.

## Лични живот
Године 2013. Тихонова се удала за бизнисмена Кирила Шамалова, сина Николаја Шамалова, сувласника банке "Русија". Он је потпредседник је "Сибур Холдинг", руске компаније за прераду гаса и петрохемикалије са седиштем у Москви. Руска влада поседује 38% удела у гасној компанији. У то време, процењује се да су супружници поседовали имовину вредну око две милијарде долара. У јануару 2018. агенција Bloomberg News је известио да су се Тихонова и Шамалов се растали.